# Južne vapnenačke Alpe
Južne vapnenačke Alpe (njemački: Südliche Kalkalpen, talijanski: Alpi Sud-orientali) su planinski vijenci u Istočnim Alpama, južno od Središnjih Istočnih Alpa, koji se prostire na području sjeverne Italije i dijelovima Austrije i Slovenije. Od Središnjih Alpa, na kojima se nalaze najviši vrhovi, razlikuju se u geološkom sastavu. Južne vapnenačke Alpe prostiru se od planinskog vijenca Sobreta-Gavia u Lombardiji na zapadu do Pohorja u 
Sloveniji na istoku.

## Klasifikacija Alpskog kluba Istočnih Alpa
Raspored Južnih vapnenačkih Alpa prema klasifikaciji Alpskog kluba (od istoka prema zapadu):
██ Sjeverne vapnenačke Alpe
██ Središnje Istočne Alpe
██ Južne vapnenačke Alpe
██ Zapadne vapnenačke Alpe
- Pohorje (1)
- Kamniško-Savinjske Alpe (2)
- Karavanke (3)
- Julijske Alpe (4)
- Gailtalske Alpe (5)
- Karnske Alpe (6)
- Južne Karnske Alpe (7)
- Dolomitske Alpe (8)
- Fiemmske planine (9)
- Vicentijske Alpe (10)
- Nonsberg grupa (11)
- Brenta grupa (12)
- Gardske planine (13)
- Ortlerske Alpe (14)
- Adamello-Presanella Alpe (15)
- Sobreta-Gavia grupa  (16)

## Fiziografija
Južne Alpe su posebni fiziografski dio veće alpske provincije, koja je dio većeg alpskog sistema fiziografske podjele.